# High Pressure
High Pressure è un album di Red Garland, pubblicato dalla Prestige Records nel 1959. Il disco fu registrato negli studi di Rudy Van Gelder ad Hackensack, New Jersey (Stati Uniti), nelle stesse sessioni di studio degli album "All Mornin' Long" e "Soul Junction".

## Tracce
Lato A
1. Soft Winds – 13:30 (Benny Goodman, Fletcher Henderson) – Registrato il 13 dicembre 1957
2. Solitude – 8:30 (Eddie DeLange, Duke Ellington, Irving Mills) – Registrato il 13 dicembre 1957

Lato B
1. Undecided – 6:45 (Sidney Robin, Charlie Shavers) – Registrato il 15 novembre 1957
2. What Is There to Say ? – 5:55 (Vernon Duke, E.Y. "Yip" Harburg) – Registrato il 15 novembre 1957
3. Two Bass Hit – 8:45 (Dizzy Gillespie, John Lewis) – Registrato il 13 dicembre 1957

## Musicisti
- Red Garland - pianoforte
- John Coltrane - sassofono tenore
- Donald Byrd - tromba
- George Joyner - contrabbasso
- Art Taylor - batteria